# Cercle social
Pour les articles homonymes, voir Cercle social (club révolutionnaire) et Cercle (homonymie).

La notion de cercle social désigne des structures sociales qui ont du sens[réf. nécessaire] ; les gens ne s'affilient pas par hasard, mais parce qu'ils s'y identifient : la famille, un cercle d'amis, une communauté épistémique, un parti politique dont on se sent membre, pour ne nommer que quelques exemples.

## Histoire de la notion
En 1908, Georg Simmel fut un des premiers sociologues à s'intéresser à la notion de cercle social. Il consacre un chapitre entier de Sociologie, Étude sur les formes de la socialisation sur ce sujet. Dans ce chapitre intitulé « le croisement des cercles sociaux » Il s'intéresse au processus d'individuation qu'il observe dans les sociétés dites modernes. Il explique qu'un individu contemporain commence sa vie en appartenant à un cercle social (similaire à la notion de contexte social), la famille, et qu'au cours de sa socialisation individuelle, il sera amené à fréquenter d'autres cercles sociaux.
Chaque cercle social est ici conceptualisé comme un environnement sensé (qui comporte des éléments sémantiques. Ces "contextes" se caractérisent entre autres par l'ensemble des valeurs et des normes qui y prévalent. Comme une multitude de cercles sociaux s'entrecroisent dans la vie contemporaine, l'individualité se développe selon les cercles auxquels l'individu appartient :
« Ce qui donne aussi à l'individualisation la possibilité de croître à l'infini, c'est le fait que dans les différents cercles auxquels elle appartient simultanément, la même personne peut avoir des positions relatives différentes ».
Aujourd'hui, cette notion est reprise chez Harrison White, en sociologie des dynamiques relationnelles et dans le cadre de l'interactionnisme structural, dans un sens similaire à celui employé par Simmel en 1908, sous le terme de "netdoms" ou "network domains"; il s'agit d'environnements sensés où les relations et interactions se déroulent,. Les identités sociales commutent d'un netdom à l'autre, ainsi une même "personne" n'est pas exactement la même dans un "contexte" familial, que dans un contexte amical ou professionnel.